# Trinh Tĩnh Kính phi
Trinh Tĩnh Kính phi (chữ Hán: 貞靜敬妃; ? – ?), họ Trương, là một phi tần của Minh Nhân Tông Chu Cao Sí, hoàng đế thứ tư của nhà Minh.

## Cuộc đời
Trương Kính phi là người Hà Nam, có tổ phụ là Hà Nhàn Trung Vũ vương Trương Ngọc (张玉), đại tướng lừng danh trong Chiến dịch Tĩnh Nan thời Vĩnh Lạc. Cha bà là Định Hưng Trung Liệt vương Trương Phụ (张辅), con trưởng của Trương Ngọc. Trương phi còn có một người cô là thiếp của Minh Thành Tổ Chu Đệ, là Chiêu Ý Quý phi (昭懿貴妃).
Trương thị nhập cung vào năm Hồng Hi thứ nhất (1425), được phong làm Kính phi (敬妃). Khoảng hai tháng sau đó, Nhân Tông băng hà, nhiều phi tần bị bắt tuẫn táng theo, trong đó có Cung Túc Quý phi, sủng thiếp của Nhân Tông. May mắn hơn, Kính phi lại không phải chịu cảnh tuẫn táng này, có lẽ do bà có mối giao hảo với Trương Hoàng hậu.
Không rõ Trương Kính phi mất khi nào, được ban thụy hiệu là Trinh Tĩnh (貞靜), mộ táng tại Kim Sơn.